# 路明
路明（1939年10月—），汉族，辽宁大洼人，中华人民共和国农学家，曾任中国民主建国会中央副主席、中华人民共和国农业部副部长。

## 生平
1961年9月，路明毕业于西北农学院农学系。1961年9月大学毕业后，被分配至陕西省吴旗县农技站任职。1978年10月至1982年4月，在西北农学院研究生班学习，获得硕士学位。1982年4月研究生毕业后，被分配至甘肃省农业科学院工作。1983年8月，任甘肃省农业科学院副院长。1984年12月至1994年5月，任甘肃省人民政府副省长。
1989年，路明加入中国民主建国会（简称“民建”）。1992年11月，当选民建中央副主席。1997年3月至2000年3月，任中华人民共和国农业部副部长。1994年5月至1997年5月、2000年3月至2007年12月，路明担任民建中央专职副主席。2002年，当选中国作物学会理事长。他是中国农业大学、西北农林科技大学博士生导师。
路明是第八、九届全国政协常委，第十届全国人大常委。2002年12月，中国民主建国会第八次全国代表大会在北京召开，他出任副主席。